# Bombay Stock Exchange

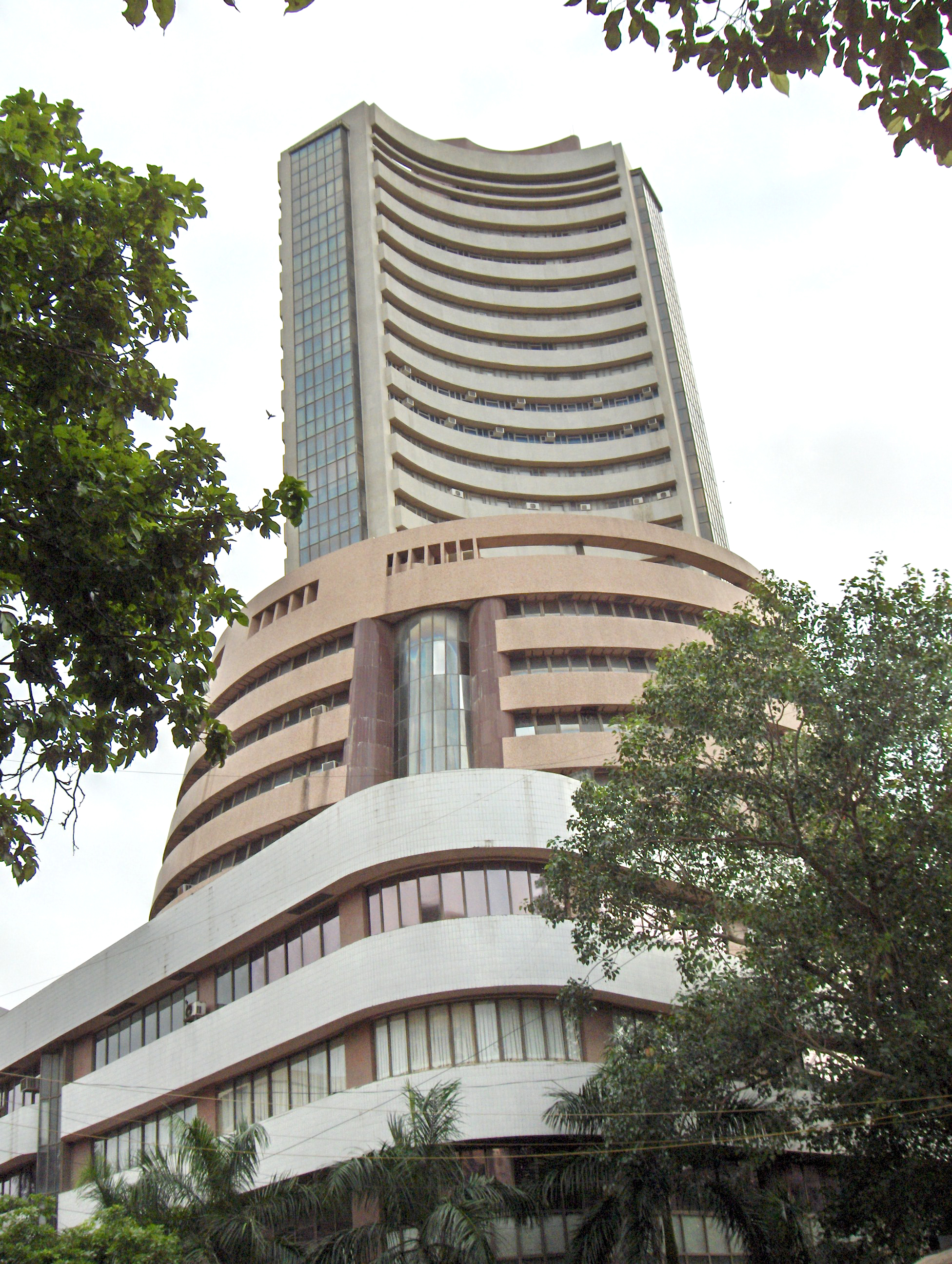
Börse von Bombay

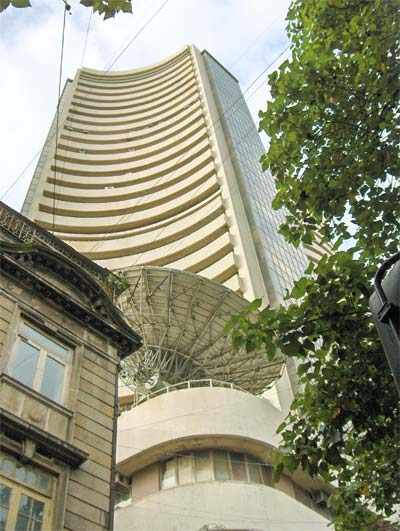
Andere Perspektive

Der Bombay Stock Exchange (BSE) ist eine Wertpapierbörse in der Dalal Street in Mumbai (dem ehemaligen Bombay).
Die 1875 gegründete Börse ist die älteste Asiens. An der Bombay Stock Exchange (BSE) werden die Aktien von etwa 3500 Unternehmen gehandelt. Die BSE ist neben der ebenfalls in Mumbai ansässigen National Stock Exchange of India (NSE) die wichtigste Börse in Indien.
Die Marktkapitalisierung aller an der Bombay Stock Exchange gelisteten Unternehmen betrug im August 2017 2.063 Milliarden US-Dollar, womit sie zu den 20 größten Börsen der Welt nach Marktkapitalisierung gehört.

## Mitgliedschaften
Sie ist Mitglied in der:
- World Federation of Exchanges[2]
- Asian and Oceanian Stock Exchanges Federation
- South Asian Federation of Exchanges
- Sustainable Stock Exchanges Initiative

## Indizes
Neben dem BSE Sensex, dem bekanntesten Finanzindex in Indien, werden weitere Finanzindizes geführt:
- BSE 500
- BSEPSU
- BSEMIDCAP
- BSESMLCAP
- BSEBANKEX